# براتسو
براتسو هيبلدية من مقاطعة كونيو الواقعة في بيدمونت شمال إيطاليا.
تنقسم القرية الرئيسية إلى قسمين، براتسو سوبريوري (العلوية) وبراتسو إنفيريوري (السفلية) وتبعد المنطقتان عن بعضهما 1 كيلومتر (0.6 ميل) وهما على الطريق الوطني 22. براتسو جزء من المجتمع المحلي لوادي "فالي مايرا ".
يقع مركز البلدية، الذي يشمل دار حضانة ومدرسة ابتدائية وفندق ومعظم المحلات التجارية في براتسو العلوية، في حين تقع كنيسة الرعية وقاعدة عسكرية، تستخدم في بعض الأحيان من قبل مختلف فرق الجيش الإيطالي وحلف شمال الأطلسي للتدريب الجبلي، في براتسو السفلية.
ترتفع براتسو قرابة 1,000 متر (3,281 قدم) فوق مستوى سطح البحر وتقع على الجانب الأيسر من وادي مايرا، على طول نهر مايرا.

## الاقتصاد
يعتمد الاقتصاد المحلي على الزراعة والسياحة والمكاتب العامة وفيها شركة إنيل (مزود الطاقة الكهربائية الرئيسي في إيطاليا). وسيلة النقل العام الوحيدة المتاحة هي خدمة الحافلات التي تخدم الوادي بأكمله من محطة سكة حديد كونيو إلى أكسيلبو .